# Земовит Бытомский
Земовит Бытомский (пол. Siemowit bytomski, нем. Ziemowit von Beuthen und Gleiwitz; около 1292 года — умер между 1342 и 1355 годом) — князь бытомский (1312—1316) и гливицкий (ок. 1340—1342/1355).

## Биография
Представитель опольской линии династии Силезских Пястов. Третий сын князя Казимира II Бытомского (1253/1257 — 1312) и Елены, происхождение которой неизвестно.
Неизвестно, по какой причине отец Земовита князь Казимир II Бытомский в своём завещании назначил именно его наследником Бытомского княжества (еще с 1311 года Земовит формально был объявлен соправителем отца). К этому времени два старших брата Земовита уже владели собственными княжествами: в 1303 году выбравший духовную карьеру старший брат Болеслав получил Тошецкое княжество, а второй брат Владислав – Козленское княжество.
В 1312 году после смерти отца Земовит унаследовал Бытомское княжество. Несмотря на то, что политический вес Земовита был не очень высок, он сумел установить контакты с двором польского короля Владислава Локетека в Вавельском замке. 
Правление Земовита в Бытоме продолжалось всего четыре года. Уже в 1316 году по неизвестным причинам Бытомское княжество перешло к его старшему брату Владиславу, после чего Земовит надолго исчез со страниц исторических хроник. Следующее упоминание о нем относится к 19 февраля 1327 года, когда он вместе с братьями Владиславом и Ежи принес в Опаве оммаж королю Богемии Иоганну Люксембургскому. Из этого можно сделать вывод, что несмотря на неизвестные причины событий 1316 года, когда Земовит лишился власти в Бытоме, к концу 1320-х годов состоялась полное примирение братьев.
Примерно в 1340 году Владислав Бытомский выделил своему младшему брату Земовиту город Гливице с округой в самостоятельное Гливицкое княжество. В этом году Земовит упоминается в грамоте епископа вроцлавского Пшецлава из Пожеголя как князь гливицкий. Это было последнее упоминание о Земовите как о живом человеке.
Земовит скончался между 1342 и 1355 годами, вероятнее всего, ближе к 1342 году. Он не оставил потомства и неизвестно место его погребения. После его смерти Гливице вернулось в состав Бытомского княжества.